# Andrea Bellati
Andrea Bellati (ur. 29 maja 1965 w Mendrisio) – szwajcarski kolarz torowy, czterokrotny medalista mistrzostw świata.

## Kariera
Największym sukcesem w karierze Andrei Bellatiego jest zdobycie brązowego medalu w wyścigu ze startu zatrzymanego amatorów podczas mistrzostw świata w Maebashi w 1990 roku. W wyścigu tym uległ jedynie Austriakowi Rolandowi Königshoferowi i Włochowi Davidowi Solariemu. Ponadto Bellati zdobył sześć medali torowych mistrzostw Szwajcarii, przy czym czterokrotnie zwyciężał. Nigdy nie brał udziału w igrzyskach olimpijskich.